# Dragica Premović Aleksić
Dragica Premović Aleksić (1950-2019) bila je arheološkinja i nekadašnja direktorka Muzeja Ras u Novom Pazaru, autorka brojnih arheoloških radova i nekoliko monografija o novopazarskom, sjeničkom i tutinskom kraju. Uz dr Ejupa Mušovića (1930-1995) smatra se posebno zaslužnom ličnošću za institucionalni razvoj novopazarskog muzeja.

## Biografija
Dragica Premović Aleksić rođena je 1950. godine u selu Šušure kod Sjenice. U novopazarskom muzeju se zaposlila 1973. godine i tada je bila jedina u regionu sa diplomom arheologa. Od zaposlenja do penzionisanja, pored arheoloških terenskih istraživanja i kustoskih poslova, radila je i na poslovima sređivanja celokupne muzejske dokumentacije Muzeja Ras, a jedno vreme je i bila na čelu institucije kao direktorka. Bila je članica Srpskog arheološkog društva, kao i Muzejskog društva Srbije.
Nalaze sa brojnih terenskih istraživanja Dragica Premović Aleksić objavljivala je u više stručnih časopisa, a najviše u Novopazarskom zborniku, koji je jedno vreme i uređivala. Nakon višedecenijskog terenskog rada na arheološkim lokalitetima novopazarskog, sjeničkog i tutinskog kraja izašla je 2014. godine njena monografija Arheološka karta Novog Pazara, Tutina i Sjenice, a objavila je i knjige Crkve i manastiri Stare Raške i Islamski spomenici u Novom Pazaru. Premović-Aleksić je 2009. godine od Muzejskog društva Srbije dobila nagradu "Mihailo Valtrović" za životno delo "za ukupan rad, istrajnost i posvećenost struci i u najtežim vremenima, u mestu koje je daleko od velikih centara i institucija".

## Dela
Monografije
- Crkve i manastiri Stare Raške, 2016, Muzej Ras, Novi Pazar
- Arheološka karta Novog Pazara, Tutina i Sjenice, 2014, Muzej Ras, Novi Pazar
- Islamski spomenici Novog Pazara, 2014, Muzej Ras, Novi Pazar
- Novi Pazar na mapi istorijskih puteva, 2012, Muzej Ras, Novi Pazar

## Spoljašnje veze
- Novopazarski zbornik Архивирано на веб-сајту  (14. април 2023)
- Crkve i manastiri Stare Raške, 2016, Muzej Ras, Novi Pazar
- Arheološka karta Novog Pazara, Tutina i Sjenice, 2014, Muzej Ras, Novi Pazar
- Islamski spomenici Novog Pazara, 2014, Muzej Ras, Novi Pazar
- Novi Pazar na mapi istorijskih puteva, 2012, Muzej Ras, Novi Pazar